# تميز (علم الأعصاب)
التميّز (ملاحظة 1) في علم الأعصاب والفلسفة هو وجود اعتبارية خاصة لشيء أو أمر ما يجعله مميزاً وذي أهمية بارزة عن غيره. يعد الكشف عن التميز في علم الأعصاب آليةً مهمة جداً متعلقة بالانتباه، مما يسهل من التعلم، وكذلك النجاة وذلك من تمكين الكائن الحي من تركيز موارده الإدراكية الحسية والمعرفية المحدودة على الأمر الأكثر صلة بالموضوع من بين البيانات المستقبَلة حسياً. من حيث المبدأ بمكن التأثير عقلياً على تميز الأمور أو الأشياء بالتدريب.
يمكن أن تستخدم وسائل إضافية حسية من أجل إبراز تميز عنصر عن غيره؛ إذ يظهر التميز جلياً حينئذ من التباين بين العناصر ومحيطها. مثلاً وجود نقطة حمراء محاطة بنقط بيضاء، أو وجود مؤشر رسائل وماض في جهاز الرد الآلي على المكالمات الهاتفية، أو إصدار صوت مرتفع في محيط هادئ. لا تقتصر دراسة الكشف عن التميز في إطار الأنظمة المرئية، بل تتعداها إلى الأنظمة الحسية الأخرى.